# Journée internationale de solidarité avec le peuple palestinien
Ne doit pas être confondu avec Journée mondiale d’Al-Quds.
La journée internationale de solidarité avec le peuple palestinien est une journée internationale établie par les Nations unies. Elle est généralement tenue le 29 novembre de chaque année pour marquer l'anniversaire de la résolution 181 qui est le Plan de partage de la Palestine. Cette journée est tenue en accord des mandats donnés par l'assemblée générale avec les résolutions 32/40B du 2 décembre 1977, 34/65 D du 12 décembre 1979, 56/34 du 3 décembre 2001 et autres résolutions.